# Милковци
Мѝлковци е село в Северна България, община Габрово, област Габрово.

## География
Село Милковци се намира на около 7 km северозападно от центъра на град Габрово и 2,5 km изток-североизточно от село Враниловци. Разположено е в южните поли на западната част на платото Стражата, изтеглено в направление югозапад – североизток. Надморската височина нараства от около 360 m в югозападния му край до около 385 m в североизточния.
Общинският път за село Милковци е северно отклонение в село Янковци от второкласния републикански път II-44 (Севлиево – Габрово), който след Милковци минава през селата Златевци, Лоза и Петровци до кръстовище с пътя от село Враниловци (път II-44) до село Армените.

## История
През 1995 г. дотогавашното населено място колиби Милковци придобива статута на село.

## Население
Населението на село Милковци наброява 103 души при преброяването към 1934 г. и намалява до 36 към 1985 г., след увеличение до 52 към 2001 г. наброява към 2019 г. (по текущата демографска статистика за населението) 33 души.
Преброяване на населението през 2011 г.
Численост и дял на етническите групи според преброяването на населението през 2011 г.:
|                     | Численост | Дял (в %) |
| Общо                | 47        | 100,00    |
| Българи             | 47        | 100,00    |
| Турци               | 0         | 0,00      |
| Цигани              | 0         | 0,00      |
| Други               | 0         | 0,00      |
| Не се самоопределят | 0         | 0,00      |
| Неотговорили        | 0         | 0,00      |